# Věra Linhartová
Věra Linhartová (Brno, 22 de marzo de 1938) es una escritora e historiadora del arte checoslovaca y checa.

## Biografía
Nacida en Brno, estudió Historia del arte en Universidad Masaryk y Estética en la Universidad Carolina de Praga. Trabajó en la galería de arte de la localidad checa de Hluboká nad Vltavou. De 1962 a 1965 formó parte del grupo surrealista de Praga y del círculo de escritores de Václav Havel, y también contribuyó a la revista de jóvenes escritores Tvář. En 1968 Linhartová se exilió en París tras la ocupación de Checoslovaquia por el Pacto de Varsovia y desde 1969 escribe en francés. Estudió japonés y chino en París y vivió un tiempo en Tokio con una beca de investigación. Su libro Sur un fond blanc (1996) recopiló textos japoneses sobre pintura desde el siglo IX hasta el siglo XIX. En 1986 publicó un ensayo sobre la vanguardia japonesa y el escultor Isamu Noguchi, editó y tradujo Dada et surréalisme au Japon (1987) y en 1999 una edición de escritos de Eihei Dōgen, el fundador de la escuela Sōtō del Zen.
Linhartová ha recibido varios premios, entre ellos el Jaroslav Seifert en 1998, el F.X. Šalda y el premio Tom Stoppard por su colección de ensayos Soustředné kruhy.